# Krajevna skupnost Velike Poljane
Krajevna skupnost Velike Poljane se nahaja v Občini Ribnica v jugovzhodni statistični regiji in se razteza iz severovzhoda proti jugozahodu. Leži ob obeh bregovih potoka Zastava (Potočnica). Na vzhodu majhen del sega na Slemena, na zahodu pa meji na greben Male gore. Južno mejo predstavlja Ribniško polje, severno pa Velikolaščansko podolje.

## Administrativna členitev
Sedež KS Velike Poljane je isto imenovano naselje Velike Poljane. Na površini 15,9 km2 je razdeljena na 11 naselij, ki skupaj štejejo 283 prebivalcev.
KS Velike Poljane sestavljajo naselja: Bukovec pri Poljanah, Dolenje Podpoljane, Dule, Finkovo, Gorenje Podpoljane, Ortnek, Praproče - del, Škrajnek, Velike Poljane, Vrh pri Poljanah in Žukovo.

## Geografija
Območje KS Velike Poljane se v okviru geografskih delitev Slovenije nahaja znotraj naravno geografske regije Dinarskega krasa celinske Slovenije in vsebuje oba njena tipa pokrajine (podolje in planota). V nadaljnji delitvi se območje razteza na Velikolaščansko pokrajino in Ribniško-Kočevsko pogorje. Krajvena skupnost leži na začetku Ribniške doline iz ljubljanske smeri, ter predstavlja edino poseljeno in obdelano območje Male gore. Relief pogorja je vrtačast in z manjšo strmostjo, kjer je dovolj plasti zemlje, ki je primerna za obdelavo ali za pašništvo. Slemena se raztezajo vzhodno od Ortneškega preloma do Bloške planote, z značilno slemensko pozidavo. Relief podolja je zelo razgiban ter primeren za sadjarstvo in pašništvo.

## Geološke značilnosti
V krajevni skupnosti se stika veliko različnih kamnin. Na vzhodu prevladujejo kremenov peščenjak, peščenjak z vložki apnenca, peščenjak, kremenov konglomerat in glinasti skrilavec. Te kamnine prekriva kislo rjava prst na nekarbonatnih kamninah in flišu. Obstajajo tudi manjša območja dolomita s plastmi sljudnatega skrilavca (skrilavec in peščenjak z oolitnim apnencem) s prekrito rjavo prstjo na karbonatnih kamninah, laporju in flišu. Značilno je, da ima predel veliko izvirov, podtalnic, manjših potokov in seveda zbiralni potok Zastava. Zgoraj naštete kamnine so pogosto vodonosne in omogočajo površinske vode.
Na zahodu prevladuje siv, gost in ooliten apnenec z vložki dolomita, pasast ter zrnat dolomit. Predel vsebuje tudi manjše pasove sivo gostega apnenec z litiotidami in različne kamnine vzhodno od Velikih Poljan vidne na Osnovni geološki karti. Vse te kamnine prekrivajo pokarbonatne prsti in rendzine, kar je značilno za celotno južno Slovenijo. Apnenec ne omogoča površinskih voda. Tam, kjer se nahaja, se po navadi razvijejo kraški pojavi. Zato na Poljanski planoti najdemo veliko vrtač, uvale, kraške jame in manjša brezna. Največja jama je Finkova Podstenska jama z dolžino 2 kilometrov.
Oba predela loči dolga tanka plast dolomita s plastmi sljudnatega skrilavca. Na jugu, kjer se Zastava zliva skupaj z Laščico in Bečom, da postane potok Tržiščica, se nahajajo aluvialni nanosi rek in potokov, ki so nastali v obdobju kvartarja. Vzhodne kamnine spadajo v geološko dobo spodnji trias in perm, zahodne pa v celotno obdobje jure in zgornji trias.
Plazovi v krajevni skupnosti so možni na vzhodu, kjer je sestava tal krhkega in sipkega značaja (glinasti skrilavec, glina). Območje spada v sedmo stopnjo MCS pričakovane potresne stopnje. Ta dva dejavnika je še posebej treba upoštevati pri gradnji objektov, saj so tla krhka in sipa, zato potresne sunke prenašajo močneje, zaradi česar lahko pride do lomov in zdrsov materiala. Zahodno območje, zaradi apnenca in dolomita, prenaša manj močne tresljaje, zato, po podatkih Agencije Republike Slovenije za okolje, spada to območje v zelo nizko tveganje nastankov plazov zaradi potresov. Vzhodno območje spada v nizko tveganje nastankov plazov povzročenih od plazov. Zadnji najmočnejši potres v okolici se je dogodil leta 1990 na dan 11.7. v bližini Velikih Lašč z magnitudo 4,3 in 6 stopnje intenzitete. Naslednji dejavnik je erozija tal, ki je mogoča na vzhodu, zaradi neprepustnih tal pri velikih nalivih je površje zelo izpostavljeno. V naravi se najdejo v strmih nezaraščenih predelih pokrajine, kjer se po navadi še pase živina, kar dodatno pospešuje erozijo. Vendar v večini so vsa strma pobočja poraščena z gozdom, kar omogoča učinkovito zašito pred plazovi.

## Podnebje
V KS Velike Poljane prevladuje zmerno celinsko podnebje osrednje Slovenije. Značilno za ta tip podnebja je celinski padavinski režim s povprečno količino padavin od 1000 do 1300 mm, vendar padavinska karta povprečne višine padavin med letom 1961 in 1990 kaže, da je bila na tem območju povprečna letna višina padavin od 1400 do 1500 mm. Na podlagi tega se da sklepati, da je pod vplivi zmerno celinskega podnebja zahodne in južne Slovenije, ki ima povprečno količino padavin od 1300 do 2800 mm, kar je submediteranski padavinski režim. Največja količina padavin pade v mesecu oktobru in novembru. Značilno za to območje so dolga zimska obdobja z veliko obilnega snega, saj se lahko v dolini oz. zaselku Luknja po gozdovih še maja zadržuje sneg. Povprečna skupna višina novozapadlega snega v sezoni od leta 1971/72 do 2000/01 je bila od 200 do 280 cm. Za zimski čas so tudi značilni močni snežni zameti po dolinah KS Velike Poljane, saj ozke doline omogočajo močan veter in okoliško pogorje zadržuje hladen zrak in padavine. Prihaja tudi do temperaturnih obratov, ki so močno izraziti pri jasnih in mirnih nočeh, ne glede na letni čas. V poletju se doline zaradi okoliških gozdov in potokov ponoči hitreje ohladijo in podnevi, zaradi večinoma osojne lege, ne segrejejo preveč. Poljanska planota in Slemena se temperaturno lahko razlikujeta od dolin tudi za več stopinj, saj se močno segrejeta zaradi tamkajšnje prisojne lege in večinoma travnatih površin. Toplotni pas se prične okoli 40 do 70 metrov nad dolino, odvisno od same lege pobočja in poraščenosti, in sega od 200 do 300 metrov višje. Zmrzal in slana bolj močno vplivata na toplejši pas, saj so temperature čez dan pomladi višje in drevje prične hitreje brsteti in cveteti. Proti jutru pa lahko nastopi slana in požge brste in cvetje. V dolini se zadržuje bolj hladen zrak in povzroči kasnejše brstenje dreves in s tem manjšo verjetnost pozebe. Ena od slabih lastnosti je kasnejše zorenje plodov. Povprečna januarska temperatura v dolinah je od -4 do -2 °C in po okoliških planotah in slemenih od -2 do 0 °C. Povprečna junijska temperature se giblje od 16 do 18 °C. Celoletna povprečna temperatura pa od 6 do 8 °C.

## Prst in rastje
Značilno za vzhodni del krajevne skupnosti je, da vsebuje dolomitna in apnenčasta pobočja. Če je pobočje bolj strmo, ga prekrivajo raznovrstni tipi renzdin. Renzdine so skeletne in plitke prsti, največ do cca 35 cm globoko. Prst je bolj bazična, razen v območju visokogorja, kjer je lahko zelo kisla. Bolj položna pobočja pa vsebujejo rjave pokarbonatne prsti, ki so debelejše, bolj rodovitne in rjave barve z rdečimi, oranžnimi ali rumenimi odtenki. Vzrok za odtenke teh je železov oksid. Za te prsti je značilen razgiban, skalovit in kraški relief. Kjer je prst bolj plitva in kisla, se nahaja na slabše topni dolomitni podlagi. Vendar, ker se na dolomitnih pobočjih nahaja največ obdelovalnih površin, lahko domnevamo, da območje vsebuje največ dobro topnega dolomita.
Preden prispemo na Poljansko planoto iz Ortneške smeri, se je potrebno prebiti čez pas v pričetku jelovega gozda, ki nato preide v mešani gozd jalovice, hoje in različnih listnatih dreves(hrast, bukev…). Na jugovzhodu te planote se nahaja večinoma mešani gozd porasel z jelovino in bukovino, ki predstavlja največjo površino gozda v KS Velike Poljane. Proti severovzhodu se v začetku nahajajo posamični in razdrobljeni manjši gozdovi borovcev in brez, ki se na koncu zaključijo v gozd podgorske bukovine, ki prevladuje na severu.
Na zahodnem delu krajevne skupnosti v večini prevladujejo pobočja raznih oblik peščenjaka, kremenovega konglomerat in glinastega skrilavca, ki so pokrita s kislo, rjavo prst, drugače imenovano tudi distrična rjava prst. Ta prst se v večini nahaja na vzpetem in razgibanem terenu. Redko vsebuje bazičnost, v večini ima kisel oziroma zelo kisel značaj prsti. Prst je velikokrat v prahasti in trhli obliki in ima vonj po glivah. Kamnito plast pokriva enakomerno in je svetlo rjave barve, ki lahko rahlo potegne na rumeno. Sama prst je zelo osiromašena in za obdelovanje potrebuje večje časovno obdobje kultiviranja. Ob naselju Praproče se najdejo manjše njive, ki so bile uspešno kultivirane.
Gozdovi na tem območju so v večini poraščeni s kisloljubnimi gozdovi hoje, okroglo listnato lakoto in borovnicami. Severno od doline Luknje se najde manjši gozd borovcev z borovnicami. Ob gozdnih robovih je večinoma poraščeno z orlovim praprotom, najbolj izrazito je v spodnjem in zgornjem delu gozda med Prapročami. Na zahodnem delu ponekod ob gozdnih robovih uspeva pravi kostanj, kar je značilno za distrično rjavo prst.
Še zadnja manj pogosta prst je navadna rjava prst oziroma evtirična rjava prst, ki se nahaja na dolomitu s plastmi sljudnatega skrilavca. Prst je rahlo bazična do nevtralna in se nahaja na ravnem in blago valovitem reliefu. Je zelo primerna za kmetovanje. Po območju, kjer je poraščena z gozdom, so večinoma iglasta drevesa.

## Kulturno krajinski tip
KS Velike Poljane leži v osrednjem delu Kraške krajine notranje Slovenije in se razprostira od Slemen do Poljanske planote. Značilnost krajine je velika naravna ohranjenost, predvsem gozdov, visoke vegetacije ob potokih in mokriščih, raznolikega reliefa in manjših reliefnih pojavov, ki so kraškega izvora. Prevladujoč tip gozdov so jelovo-bukovi gozdovi, ki krajini poudarjajo homogenost predvsem v veliki meri na odmaknjenih delih in obrobju.
Kraški značaj krajini podarja reliefno homogenost in v velikem obilju hidrološke spreminjavosti. Homogenost reliefa dajejo kraški pojavi kot so vrtače, površinska skladovitost, udornice, slepe doline, kraška polja, suhe doline in kraške jame. K hidrološki spremenljivosti pa prispevajo občasni oziroma nestalni površinski tokovi, ponikajoče kraške reke in potoki, presihajoča jezera in občasne poplave. Značaj prostora oblikuje tudi naravna, pretežno dinarska smer (SZ – JV), ki jo opredeljujejo velike raznolikosti po vertikalnem členjenju, horizontalnem oblikovanju in oblike izravnav reliefa. V tej smeri potekajo predvsem pogorja, podolja in kraška polja. Pogorja so v večini poraščena in manj poseljena. Podolja in kraška polja so pojem večjih uravnav na krasu, za katere je značilen večji del kmetijske rabe in poselitve.
Poselitveni tip krajine je podeželski, za katerega so značilne strnjene vasi. Vas je obkrožena s kmetijskimi zemljišči in je jasno vidna njihova pripadnost njej, ki je ponekod poudarjena z gozdnim robom ali preko travnate pokrajine, ki prehaja v gozd.

## Vizualni izgled
Med naselji nasploh se nahajajo gozdovi, ki ustvarjajo preglednost, zaokroženost in so največkrat izpostavljeni kot naravni robovi. Najbolj izrazito naravni rob predstavlja potok Zastava, saj dolino po sredini prelomi z njenimi mejicami, ki se pričnejo (v smeri proti Ribnici) ko Zastava prvič križa glavno cesto in konča ko se križata drugič (ob železniški postaji). Zahodni del doline, železnica in rob gozda, oznanjuje pričetek Slemenskega pobočja, zaradi tega predstavlja izraziti rob pokrajine. Ko se pobočje Slemen prične uravnavati, se gozd izrazito prekine in se pričnejo travniki. Po slemenu Praproškega pobočja poteka cesta s slemensko pozidavo, ki je umetna meja med levo in desno brežino. Na vzhodu doline njen rob predstavlja strmi višinski zavoj in gozd s kombinacijo lokalne poti. Po prehodu gozda preide, ne tako izrazito, v travnato površino, ampak dovolj, da se to da zaznati. V pričetku polja na hitro zraste večje gručasto naselje (Velike Poljane) s sakralno dominanto cerkev Sv. Jožefa. Ko prečkamo naselje in se pričnemo vzpenjati proti Grmadi, se na pobočju znajde nekaj samotnih hiš in kmetij. Na desni strani se vidi vrh Petelinjek, ki je dominanta, vidna tudi iz same doline. Naravna meja, ki prevladuje, je gozd, ki zaokroži celotno pobočje Poljan. Južno od Velikih Poljan poteka cesta, ki meji med gozdom, ki se razteza proti vzhodu in travnikom. Ob tej cesti je postavljena cerkev Svetega Tomaža.
S prihodom v dolino (iz smeri Ljubljane) je prostor zelo zožan, toliko da cesta in železnica potekata vzporedno in zasedata, skoraj da cel prostor. S pričetkom spuščanja terena se tudi dolina odpira. Najbolj izrazito se razpre, ko zagledamo leseno konstrukcijo, ki pozdravlja in nakazuje, da so gostje prispeli v dolino suhe robe. Že v bližini se prične nova zožitev, ki se nahaja desno od tamkajšnjega križišča, ozka dolina zaselka Luknje, ki poteka še preko meja KS Velike Poljane. Tretja zožitev je slepa dolina, ki se imenuje Domalnica in je zahodno od železniške postaje Ortnek. Ko potujemo dalje od Ortneka proti Ribnici se dolina še zadnjič zoži in prostor se razpre ko preidemo most Žlebič. Odprtost prostora je najbolj občutna in dovzetna na Poljanskem pobočju in Slemenih, saj višina in neporaščenost prostora naredita svoje.
Orientiranost v prostoru omogočajo višinske dominante, kot so višji izstopajoči vrhovi, cerkve in iz slemen dobro viden Stari grad (Ortneški grad) z majhnim delom starega obzidja. Sam grad lahko predstavlja osrednjo lego v prostoru, zaradi dobro ležečega položaja in višinske komponente, ampak zaradi okoli zaraščenega gozda, vidljivost ni najboljša. V daljni preteklosti, ko je bil grad v uporabi, pa je predstavljal osrednjo lego z dobrim pogledom na okoliš. Sedaj je to lastnost prevzela cerkev Svetega Tomaža na Velikih Poljanah, saj se da videti velik del KS Velike Poljane. Ob njej se nahaja tudi nova vežica. Osrednji pogled v dolino sta cerkev Svetega Jožefa in vrh Petelinjek, ki sta tudi najbolj izraziti dominanti. Iz dominante Praproč, ki se nahaja na koncu naselja s cerkvijo Sveti Urh (Maršiči), se da videti slikovit pogled na naselje Velike Poljane in Ortneški grad. V bližini Žukovega je pri dobri vidljivosti možno videti Triglav. Najbolj obširen pogled je iz vrha Grmade, saj se iz njega da videti dve dolini naenkrat. Večjo dolino predstavlja Ribniška dolina, manjšo pa konec Dobrepoljske s Strugam.
Ob kakovostnih pogledih v prostoru se moramo dotakniti tudi malo manj lepih. V dolini Domalnica, ki se nahaja vhodno od naselja Ortnek, so postavljeni hangarji oziroma zalogovniki naftnih derivatov ovalnih oblik, ki izžarevajo iz doline. K sreči niso tako močno izpostavljeni v prostoru, ampak dovolj, da se vtisnejo v misli okoliških prebivalcev.

## Demografija
Popisi prebivalstva med letom 1869 in 2015 so pokazali, da je bilo leta 1931 največje število prebivalcev v KS Velike Poljane. Saj je od leta 1869 povečalo na 605 prebivalcev. Možen vzrok za rast je bila izgradnja železniške povezave Grosuplje – Kočevje, ki je bila zgrajena leta 1893 ter je v Ribniški dolini začela cveteti gozdna industrija. Od 1931 do leta 1937 je prebivalstvo močno padlo, vzrok je bil slabo gospodarsko stanje v Kraljevini Jugoslaviji , ki je povzročilo veliko emigracij v ZDA in Kanado. Po letu 1937 se je dogodila Druga svetovna vojna, ki je terjala veliko smrtnih žrtev. Po njej pa do leta 2002 prebivalstvo stagnira, zaradi odseljevan v mesta, kjer so bolj ugodne zaposlitve in industrializacija. Najbolj se je to poznalo na naselju Ortnek , ki je bilo prej eno večjih vasi v krajevni skupnosti in sedaj je eno manjših. Po leti 2002 se začne prebivalstvo rahlo večati v naseljih Praproče, Velike Poljane in Vrh pri Poljanah, kar pomeni, da v KS Velike Poljane prebivalstvo po novem narašča.

## Gospodarstvo
Zaradi majhnega števila prebivalcev in večje oddaljenosti od občinskega središča in Ljubljane, se gospodarstvo v KS Velike Poljane ne razvija hitro. Glavni gospodarski panogi sta kmetijstvo in obrt. Turizem pa počasi postaja tudi ena med njih, saj vedno več ljudi obiskuje Grmado nad Ortnekom in hodijo na sprehode.

### Kmetijstvo
Kmetijstvo je usmerjeno v živinorejo, ki je tradicionalna gospodarska panoga. K ohranitvi panoge neokrnjene narave so prispevali nezainteresiranost prebivalcev za usmeritev v druge panoge, oddaljenost pomembnejših središč in skoraj da neprisotnost intenzivnega industrijskega razvoja. Živinoreja se je v zadnjih letih še boj povečala, saj kmetje opuščajo njive in jih uporabljajo kot pašnike oziroma travnike. V živinoreji prevladuje govedoreja za mleko in meso, saj ima povprečna kmetija 19 glav živine, in konjereja za meso in malo manj za v športne kreativne namene. Obstaja pa tudi gojenje ovčetine, kozjereje in svinjine. Na njivah, ki se še obdeluje, najpogosteje najdemo koruzo, krompir in pšenico. Največ se jih nahaja severozahodno od Velikih Poljan in zahodno od Praproč. Med pašniki in travniki prevladujejo pašniki, saj teren velikokrat zaradi razgibanosti ne omogoča košnje s traktorji. Pašnike se najde v večini okolice Dolenjih Podpoljan, Vrha pri Poljanah, Žukovega in Velikih Poljan. Prevladujoči travniki se nahajajo po Ortneškem prelomu, Prapročah, Finkovem, Škrajneku in Bukovcu pri Poljanah.

### Obrt in storitev
Med obrtjo prevladuje proizvodnja lesenih izdelkov za kritino, konstrukcije, palete in manjše izdelke (gajbice, deske…) in lesene biomase. Najbolj razširjene storitve so prevozništvo in gostinstvo. Velik del prevozništva je usmerjen v transport lesenih izdelkov, hlodovine in že napravljenih drv. Gostinstvo je usmerjeno v turizem, zadovoljevanje lokalnega prebivalstva in mimoidočih, ki se vračajo oziroma odhajajo na delo iz relacije Ljubljana-Ribnica. Najbolj turistično je usmerjena gostilna oziroma planinski dom na Grmadi, ki ima reden obisk turistov, domačih in tako tujih.

### Turizem
Turizem se razvija, posamezniki se trudijo z njim ustvariti donos preko gostinstva in športnih aktivnosti. KS Velike Poljane nudi veliko sprehajalnih poti, ki se nahajajo na obeh straneh bregov Zastave. Na poljanski strani so znamenitosti sakralnih objektov in razgledov, kot je pogled na Triglav. Iz Grmade, na kateri se nahaja tudi planinski dom istoimenskega turističnega društva, je lep razgled na dve dolini na enkrat (Dobrepoljska in Ribniška dolina). Na njej se prireja vsakoletni prvomajski kres ter razne manjše dogodke. Značaj pohodniških poti na Grmado je planinski, saj se okoli njih nahajajo pašniki s posameznimi drevesi borovcev. Nad Ortnekom se nahaja Stari grad, od katerega je ostalo samo še del obzidja s opuščeno plemiško cerkev. Aprila se na njem blagoslovi konje. Iz smeri Žlebiča se je uredilo in označilo Žlebiško pešpot na Stari grad. Turiste privabljajo z različnimi veselicami in dogodki, kot so Božični pohod na grmado, Konjske dirke na Velikih Poljanah, gasilska veselica, itd. Leta 2018 se je na Velikih Poljanah ustanovilo paintball društvo, katero ponuja poleg špotne aktivnosti tudi mesto za prirejanje zabav. 

### Ostale dejavnosti
Najpomembnejša naselja v KS Velike Poljane sta Velike Poljane in Ortnek, saj imata največ dejavnosti. Nato jima sledijo naselja, ki imajo samo eno dejavnost, Dolenje Podpoljane, Praproče, Gorenje Podpoljane in Vrh pri Poljanah. Najpogostejša dejavnost sta javni prevoz (avtobusna postaja) in gostilna s prehrano. Ostala naselja nimajo dejavnosti. Iz preteklih dejavnosti, ki so jih imela naselja je razvidno, da je bilo naselje Ortnek v preteklosti najpomembnejše, saj je imelo več kot polovico več dejavnosti. Zaradi zmanjšanja populacije v KS Velike Poljane in nekaterih napačnih odločitev posameznikov, je Ortnek izgubil pošto, trgovino s prehrano, bencinsko črpalko in hotel. Velike Poljane so pa izgubile štiriletno osnovno šolo.